# Contea di King George
La contea di King George (in inglese King George County ) è una contea dello Stato della Virginia, negli Stati Uniti. La popolazione al censimento del 2000 era di 16 803 abitanti. Il capoluogo di contea è King George.